# Isoalloxazine
 (novembre 2024).
La mise en forme du texte ne suit pas les recommandations de Wikipédia : il faut le « wikifier ».
Les points d'amélioration suivants sont les cas les plus fréquents :
- Les titres sont pré-formatés par le logiciel. Ils ne sont ni en capitales, ni en gras.
- Le texte ne doit pas être écrit en capitales (les noms de famille non plus), ni en gras, ni en italique, ni en « petit »…
- Le gras n'est utilisé que pour surligner le titre de l'article dans l'introduction, une seule fois.
- L'italique est rarement utilisé : mots en langue étrangère, titres d'œuvres, noms de bateaux, etc.
- Les citations ne sont pas en italique mais en corps de texte normal. Elles sont entourées par des guillemets français : « et ».
- Les listes à puces sont à éviter, des paragraphes rédigés étant largement préférés. Les tableaux sont à réserver à la présentation de données structurées (résultats, etc.).
- Les appels de note de bas de page (petits chiffres en exposant, introduits par l'outil «  Source ») sont à placer entre la fin de phrase et le point final[comme ça].
- Les liens internes (vers d'autres articles de Wikipédia) sont à choisir avec parcimonie. Créez des liens vers des articles approfondissant le sujet. Les termes génériques sans rapport avec le sujet sont à éviter, ainsi que les répétitions de liens vers un même terme.
- Les liens externes sont à placer uniquement dans une section « Liens externes », à la fin de l'article. Ces liens sont à choisir avec parcimonie suivant les règles définies. Si un lien sert de source à l'article, son insertion dans le texte est à faire par les notes de bas de page.
- La présentation des références doit suivre les conventions bibliographiques. Il est recommandé d'utiliser les modèles {{Ouvrage}}, {{Chapitre}}, {{Article}}, {{Lien web}} et/ou {{Bibliographie}}. Le mode d'édition visuel peut mettre en forme automatiquement les références.
- Insérer une infobox (cadre d'informations à droite) n'est pas obligatoire pour parachever la mise en page.

Pour une aide détaillée, merci de consulter Aide:Wikification.
Si vous pensez que ces points ont été résolus, vous pouvez retirer ce bandeau et améliorer la mise en forme d'un autre article.
 (avril 2025).
Si vous disposez d'ouvrages ou d'articles de référence ou si vous connaissez des sites web de qualité traitant du thème abordé ici, merci de compléter l'article en donnant les références utiles à sa vérifiabilité et en les liant à la section « Notes et références ».
L'isoalloxazine est un composé chimique hétérocyclique, dont les dérivés composent les molécules appartenant à la classe des flavines, qui sont des composés impliqués dans de nombreux métabolismes . Ce composé fait partie des cofacteurs flaviniques comme le FMN (mononucléotide de flavine) et le FAD (adénine dinucléotide de flavine), qui sont impliqués dans des réactions de réduction-oxydation (réactions redox). Ces réactions jouent un rôle clé dans la production d'énergie dans nos cellules, notamment dans des processus comme le métabolisme et la respiration cellulaire.
La structure de l'isoalloxazine est formée de cycles fusionnés qui contiennent de l'azote et de l'oxygène. Cette structure lui permet de jouer un rôle central en servant de site actif pour des enzymes, appelées flavoprotéines, qui facilitent des réactions biochimiques importantes en transférant des électrons. Ces réactions redox sont essentielles pour des processus vitaux comme la production d'ATP (l'énergie cellulaire) et la dégradation des nutriments dans des voies métaboliques comme la glycolyse ou le cycle de Krebs.
Les flavines, grâce au motif isoalloxazine, sont donc au cœur de mécanismes biologiques qui permettent à nos cellules de générer de l'énergie et de remplir leurs fonctions vitales. Elles participent aussi à des processus comme la réparation de l'ADN et la régulation de certaines fonctions cellulaires. Sans l'isoalloxazine et ses cofacteurs flaviniques, des millions de réactions biochimiques essentielles à la vie ne pourraient tout simplement pas se produire.

## Structure
Le système de cycle isoalloxazine comprend :
1. Un cycle benzénique fusionné avec
2. Un cycle pyrazine, lui-même fusionné avec
3. Un cycle pyrimidine.

Cette structure plane permet aux composés contenant de l'isoalloxazine de participer à diverses réactions redox, ce qui les rend essentiels pour les processus biologiques de transfert d'électrons.

## Importance biologique
L'isoalloxazine constitue la partie active des molécules flaviniques, qui sont des cofacteurs pour une large gamme d'enzymes, notamment les oxydases, les déshydrogénases et les réductases. Ces enzymes interviennent dans des processus métaboliques clés tels que :
- La respiration cellulaire
- L'oxydation des acides gras
- La réparation de l'ADN
- La biosynthèse d'autres vitamines

Le système conjugué du noyau isoalloxazine lui permet d'accepter et de donner des électrons de manière réversible, en passant entre les états oxydé, semi-quinone et réduit. Cette propriété est cruciale pour son rôle dans les réactions enzymatiques d'oxydo-réduction.